# 刘颖 (自行车运动员)
刘颖（1985年11月23日—），出生于江苏，是一名中国女子奥林匹克越野山地自行车运动员，她在2008年夏奥会上代表中国队参赛，在越野比赛中获得第12名。

## 体育生涯
- 1998年进入连云港自行车队；
- 2004年进入江苏省队；
- 2005年进入国家队

## 主要成就
- 2007年全国自行车锦标赛，山地自行车冠军；
- 2007年亚洲山地自行车锦标赛，山地自行车冠军；
- 2007年山地自行车世界锦标赛，23岁以下冠军；
- 2007年自行车世界杯，山地自行车冠军